# Luminescence
Luminescence è il terzo album in studio pubblicato sul mercato internazionale dalla cantante indonesiana Anggun, pubblicato nel 2005. Il disco è uscito in due versioni: quella in lingua francese e quella in lingua inglese, pubblicate rispettivamente il 22 febbraio 2005 e il 18 maggio 2005.

## Tracce
- Versione inglese

1. In Your Mind – 3:28
2. Undress Me – 3:30
3. Evil & Angel – 3:47
4. Breathe in Water – 4:42
5. Savior – 3:44
6. Surrender – 5:12
7. Captivity – 4:16
8. Cover – 4:19
9. Something Sublime – 3:31
10. Devil in My Mind – 3:15
11. Painted – 3:15
12. Human – 3:15
13. Go – 3:54

- Versione francese

1. C'est écrit – 3:30
2. Juste être une femme (featuring Diam's) – 3:28
3. Nous avions des ailes – 4:42
4. Je suis libre – 3:47
5. Cesse la pluie – 3:44
6. L'improbable cours des choses – 3:31
7. Devil in My Mind – 3:15
8. D'où l'on vient – 4:19
9. Captivité – 4:16
10. Human – 3:15
11. Sur les cendres – 5:12
12. Painted – 3:15
13. Un de toi – 3:45
14. Captivity (Acoustic Version) – 3:44
15. Être une femme (Solo Version) – 3:30

## Classifiche
| Classifica (2005) | Posizione raggiunta |
| ----------------- | ------------------- |
| Belgio (Vallonia) | 71                  |
| Francia           | 16                  |
| Indonesia         | 1                   |
| Italia            | 27                  |
| Svizzera          | 91                  |